# Taketomi (kommun)
Taketomi (japanska: 竹富町?, Taketomi-chō), okinawianska:Dakidun, är en landskommun (köping) i Okinawa prefektur, Japan.
Kommunen omfattar de flesta öar i ögruppen Yaeyamaöarna, däribland Taketomi-jima, Iriomote, Hateruma-jima och Kuro-shima. De öar som inte ingår är Ishigaki, Yonaguni och Senkakuöarna.  Kommunens förvaltning ligger på ön Ishigaki, trots att ön inte ingår i kommunen. 
´